# Pteroglossa travassosii
Pteroglossa travassosii là một loài thực vật có hoa trong họ Lan. Loài này được (Rolfe) Salazar & M.W.Chase mô tả khoa học đầu tiên năm 2002.